# بوليكراتس
بوليكراتس (فلقراط) طاغية ساموس (حوالي 535 – 515 ق م). اكتسب شعبية بتبرعاته إلى المواطنين الفقراء، واستغل مهرجان هيرا، الذي احتفل به خارج أسوار المدينة، ليجعل نفسه سيدا عليها (حوالي 535 ق م).
تخلص بوليكراتس من إخوته بانتاغنوتوس وسيلوسون، الذي اشترك معهما في السلطة في بادئ الأمر، ثم أسس دولة كانت لها أهمية كبيرة في تاريخ الجزيرة. أدرك بوليكراتس بوضوح قيمة القوة البحرية لدولة يونانية، فجهز أسطولا من مائتي سفينة، وأصبح بهذا سيد حوض أيجة. ارتكب بوليكراتس خلال هذا العديد من أعمال القرصنة والتي أكسبته سمعة سيئة في كافة أنحاء اليونان؛ لكن غرضه الحقيقي في بناء أسطوله البحري كان أن يصبح سيد كل جزر الأرخبيل وبلدات أيونيا. تفاصيل فتوحاته مجهولة، لكنه يعرف بأنه عقد تحالف الكيكلادس مع ليدغاميس طاغية ناكسوس، وتودد إلى أبولو الديلي بأن كرس له جزيرة رينيا. وتواجه أيضا مع تحالف من قوتين بحريتين عظيمتين من الساحل الآسيوي هما ميليتوس ولسبوس وأنزل بهما هزيمة منكرة.
دخل بوليكراتس في تحالف مع أماسيس ملك مصر بهدف توسيع التجارة الخارجية المزدهرة في ساموس، وذكر هيرودوتس أن أماسيس ترك حليفه لأنه خاف بأن الآلهة ستجلب الخراب فوقه وفوق حلفائه، بسبب حسدها من حظ بوليكراتس. ولكن من المحتمل أكثر أن الميثاق تم خرقه من بوليكراتس نفسه، فعندما غزا قمبيز بلاد مصر عام 525 ق م عرض حاكم ساموس دعمه بفريق بحري. لم يصل هذا السرب مصر، لأن طاقمه الذي كان مكونا من أعداء بوليكراتس السياسيين، قد شكوا بأن قمبيز عقد اتفاقية لقتلهم، فعادوا إلى ساموس وهاجموا سيدهم. بعد أن تلقى بوليكراتس الهزيمة في البحر، صد هجوما من لثوار على الأسوار، وقاوم بعد ذلك حصارا ضربه جمع مشترك من الإسبرطيين والكورنثيين اللذين اجتمعوا لمساعدة الثوار. وحافظ على مركزه حتى حوالي العام 515 ق م، عندما قام أورويتس، حاكم ليديا الفارسي الذي انتقد لفشله في إخضاع ساموس بالقوة، بإغرائه بالمجيء لآسيا الصغرى بالوعود الكاذبة بالمكاسب وقتله صلبا.
بجانب الأولويات السياسية والتجارية التي منحت لساموس، زين بوليكراتس المدينة بالأشغال العامة على نطاق واسع، فقد بنى قناة وسدا وبنى كذلك معبد هيرا. وتظهر عظمة قصره بأن طلب الإمبراطور الروماني كاليغولا إعادة بنائه. وعمل له الفنانون الأجانب بأجور عالية؛ من أثينا جلب ديموسيديس الذي كان أعظم أطباء عصره، براتب كبير. وكان أيضا راعيا للأدب، فقد جمع مكتبة وكانت تربطه صداقة عميقة مع الشاعر أنكريون، الذي كانت أشعاره مليئة بالإشارات لراعيه. لكن الفيلسوف فيثاغورس، من ناحية أخرى، ترك ساموس لكي يهرب من استبداده.

## معرض صور

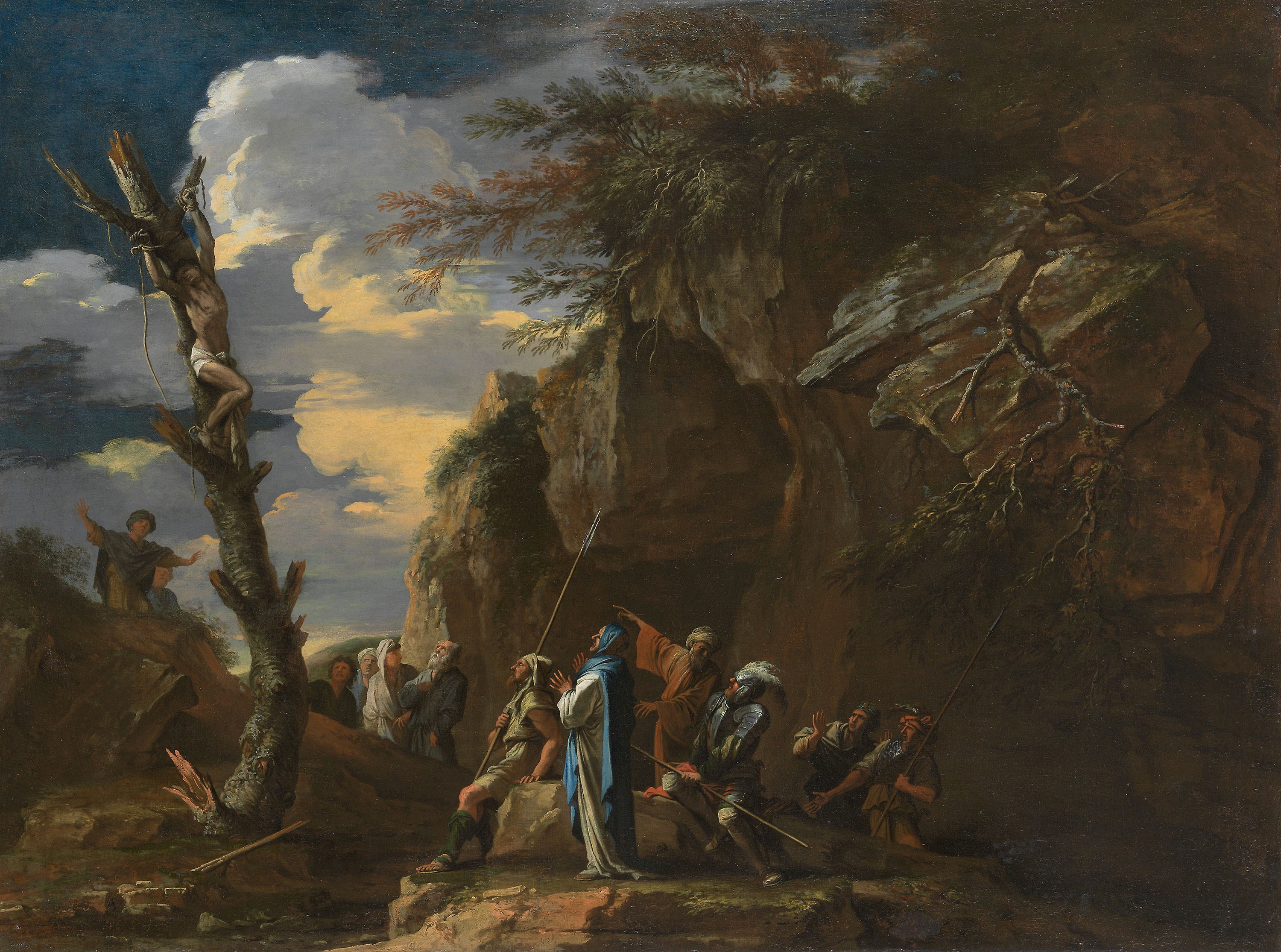
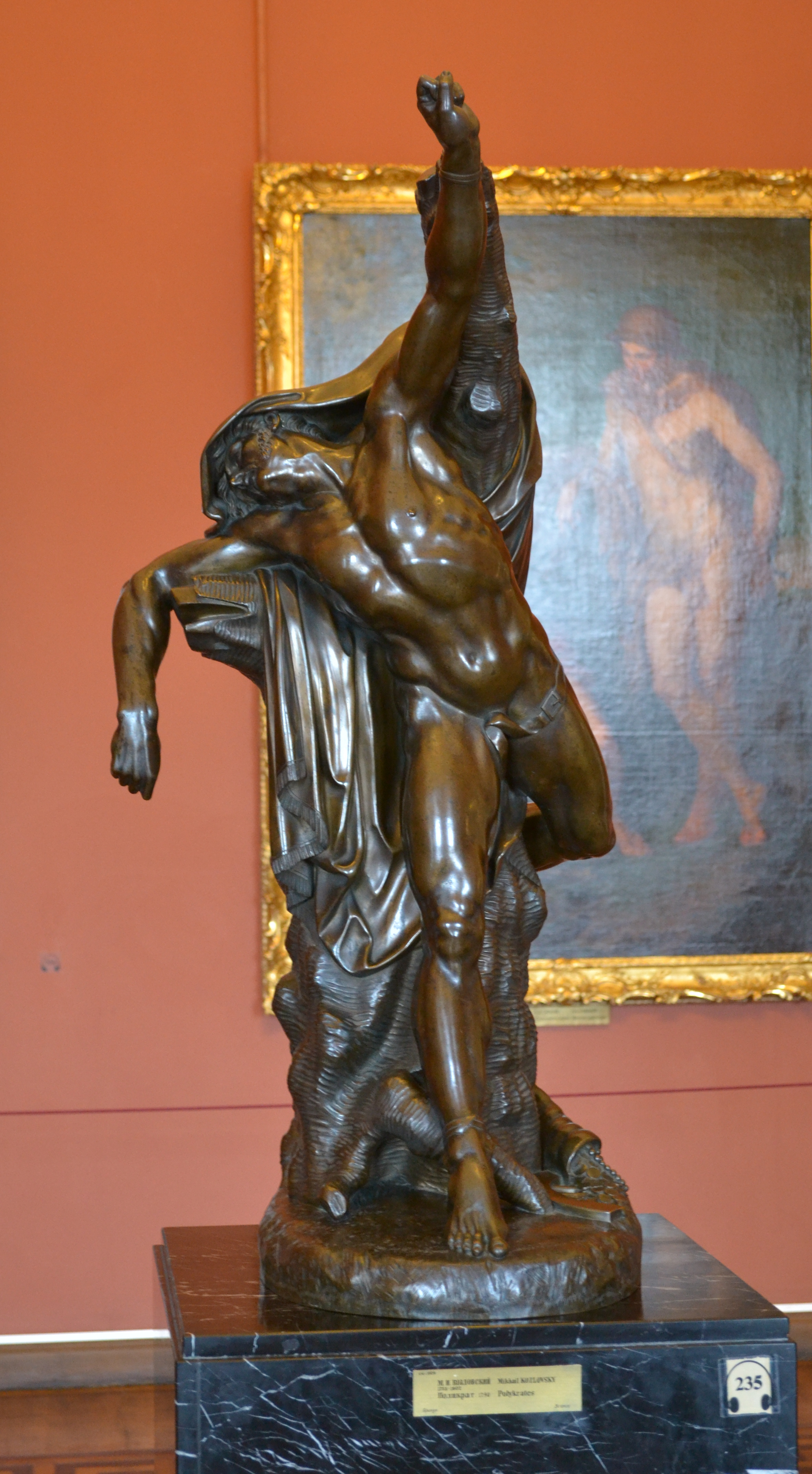
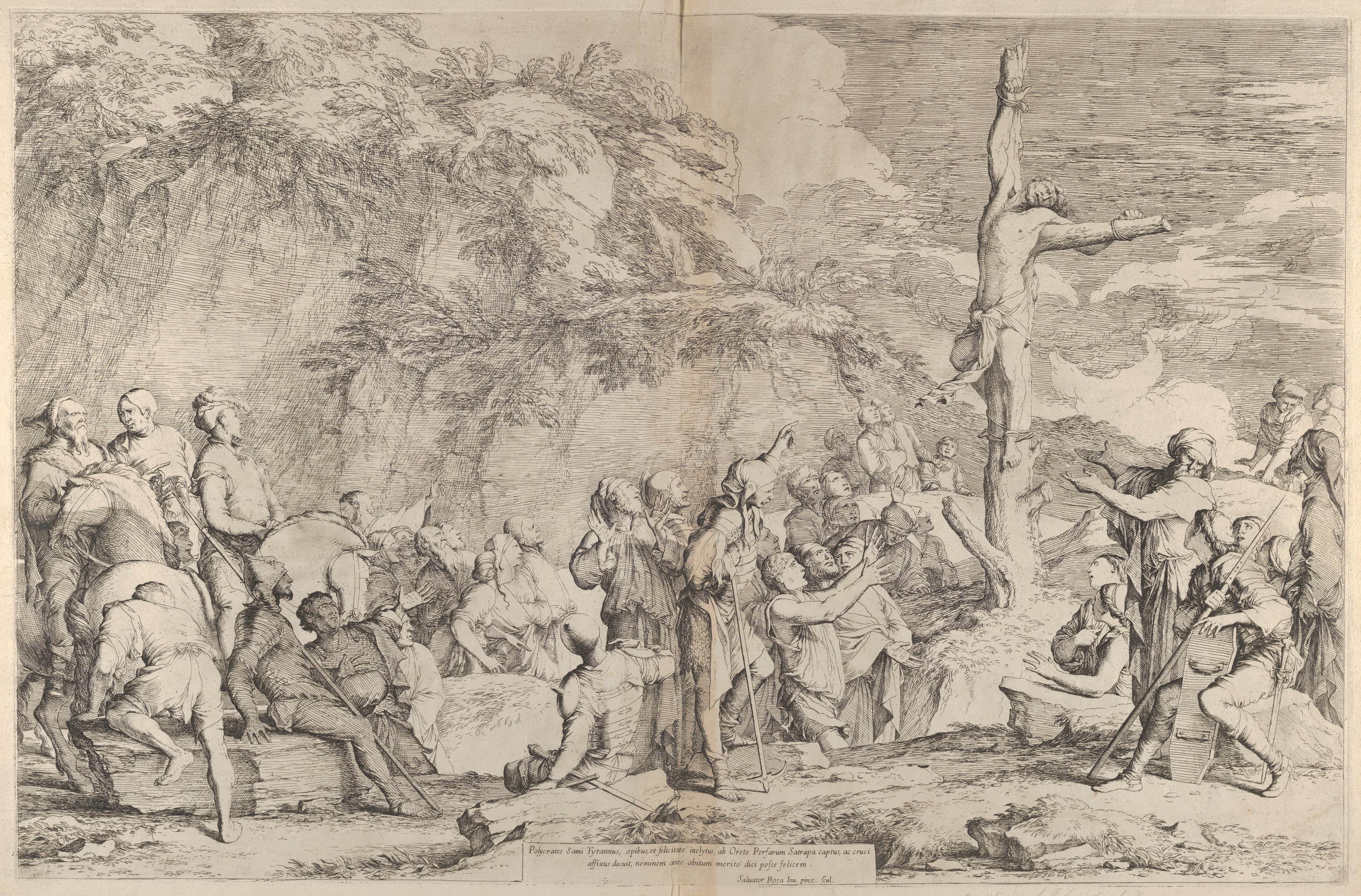